# Krossinsee
Der Krossinsee ist ein See in Brandenburg bei Wernsdorf im Norden der Stadt Königs Wusterhausen.

## Name
Der See wurde im Jahr 1487 (vf dem Krossin) erstmals schriftlich erwähnt. Der Name leitet sich wahrscheinlich vom altpolabischen *Krasina mit der Bedeutung 'Schönsee' ab.

## Beschreibung
Der Krossinsee befindet sich an der südöstlichen Stadtgrenze von Berlin in der Berlin-Fürstenwalder-Spreetalniederung in einer Nebenrinne zur Dahme, an der er über den „Großen Zug“, an dem auch die Ortschaft Ziegenhals gelegen ist, mit dem Zeuthener See verbunden ist. Er gehört damit zum Flusssystem der Dahme.
Im Nordosten ist der See unmittelbar vor der Schleuse Wernsdorf mit dem Oder-Spree-Kanal verbunden, dahinter schließt sich in der Rinne der Wernsdorfer See an.
Er hat eine Fläche von 163 ha und eine maximale Tiefe von 6,2 m. Die tiefste Stelle liegt im östlichen Bereich. Die mittlere Tiefe beträgt 2,9 m.
Weiterer Zufluss des Krossinsees ist das Wernsdorfer Luch im Südosten. Sein Einzugsgebiet ist ungefähr 9,6 km² groß und wird zu etwa zwei Dritteln als Wald genutzt.
Das Südufer des Krossinsees ist besiedelt. Das ehemalige Fischerdorf Wernsdorf grenzt an die Siedlung Ziegenhals an den See.
Wegen der Verbindung zum Seddinsee sowie dem Zeuthener See ist der Krossinsee ein beliebtes Erholungsgebiet, vor allem für Wassersportler. Es ist als Bundeswasserstraße ausgewiesen und darf dementsprechend mit Motorbooten befahren werden. Am Südufer finden sich zahlreiche Bootsstege.

## Badestelle und Wasserqualität
Die Badestelle „Wernsdorf“ am Krossinsee wird gemäß der Brandenburgischen Badegewässerverordnung durch vierwöchentliche Probennahmen vom Gesundheitsamt des Kreises überwacht. Dabei wurden die mikrobiologischen Leit- und Grenzwerte der wasserhygienischen Untersuchungen stets eingehalten. Gelegentlich treten Blaualgenblüten auf, empfindliche Personen sollten dann vom Baden Abstand nehmen.